# لورا مورانتي
لورا مورانتي ((بالإيطالية: Laura Morante)‏، مزدادة في 21 أغسطس 1956) هي ممثلة إيطالية.

## الحياة

### النشأة
ولدت لورا 21 أغسطس 1956 في سانتا فيورا التابعة لمقاطعة غروسيتو بإقليم توسكانا، إيطاليا. هي ابنة المحامي والكاتب المسرحي «مارسيلو مورانتي»، ووالدتها هي «إيرما» مدرسة بمدرسة كاثوليكية. شقيقة الروائي «إلسا مورانتي».
بدأت في الأصل بالرقص، حيث مارسته في سن 18 سنة في شركة كارميلو بيني، وبدأت مسيرتها في التمثيل في فيلم «متاع الآخرة» (بالإنجليزية: Lost Belongings)‏. ثم شاركت في فيلمها الثاني «مأساة رجل سخيف» (بالإنجليزية: The Tragedy of a Ridiculous Man)‏. وكان للمخرج ناني موريتي الفضل في نجوميتها من خلال إشراكها «جسم بيانكا الجميل» (بالإنجليزية: Sweet Body of Bianca)‏.

### الحياة الفنية
بعد زواجها من الممثل الفرنسي «جورج كليز»، انتقلت مورانت إلى باريس حيث اكتسبت شهرة كبيرة في السينما الفنية الأوروبية بفضل مشاركتها في العديد من الإنتاجات. عادت إلى إيطاليا في عام 2001، وفازت بجائزة ديفيد دي دوناتيلو لأفضل ممثلة أدائها في فيلم «غرفة الابن» (بالإنجليزية: The Son's Room)‏. في وقت لاحق، تم ترشيحها لنفس الجائزة في نفس الفئة في عام 2003 لدورها في فيلم «تذكرني، حبي» (بالإنجليزية: Remember Me, My Love)‏، وفازت بجائزة الشريط الفضية لأفضل ممثلة عن دورها في فيلم «الحب الأبدي يستمر» (بالإنجليزية: Love Is Eternal While It Lasts)‏.
كما أدت دور المخرجة لأول مرة في فيلم «الكرز على الكعكة» (بالفرنسية: La cerise sur le gâteau)‏ وترشحت عنه بجائزة ديفيد دي دوناتيلو عن أفضل مخرج صاعد.

## فيلموغرافيا
- 2015: «مشيئة الله»
- 2014: «وداعا للأغبياء»
- 2013: «روميو وجولييت»
- 2010: «الابن الأصغر»
- 2009: «الحلم الكبير»
- 2008: «حياتك كلها لقبلك»
- 2007: «موليير»
- 2007: «الهيدوت»
- 2006: «مخاوف خاصة في الأماكن العامة»
- 2006: «شارع مونتين»
- 2005: «إمبراطورية الذئاب»
- 2004: «الحب الأبدي يستمر»
- 2003: «تذكرني يا حبي»
- 2002: «الراقصة في الطابق العلوي»
- 2002: «رحلة باسم الحب»
- 2001: «غرفة الابن»
- 2001: «فندق»
- 2000: «حرر السمك»
- 2000: «النور الأول من الفجر»
- 1998: «العين العارية»
- 1997: «ماريانا أوكريا»
- 1995: «عطلة أغسطس»
- 1995: «أنا والملك»
- 1992: «الصوت»
- 1990: "آثار حياة غرامية*
- 1990: «في جولة»
- 1988: «أولاد فيا بانيسبيرنا»
- 1987: «رجل في النار»
- 1987: «وادي الأشباح»
- 1985: «حياتي ماتيا باسكال»
- 1984: «أبيض»
- 1982: «ضربة للقلب»
- 1981: «مأساة رجل سخيف»
- 1981: «أحلام سعيدة»